# لنگنفلد ونترم شتاین
لنگنفلد ونترم شتاین (به آلمانی: Lengenfeld unterm Stein) یک منطقهٔ مسکونی در آلمان است که در Südeichsfeld واقع شده‌است. لنگنفلد ونترم شتاین ۱٬۲۴۶ نفر جمعیت دارد.